# Hermann (Sachsen)
Hermann († 31. Mai 1086 in Lüneburg) aus dem Geschlecht der Billunger war Graf im Bardengau und Vogt des Bistums Verden.
Während der Gefangenschaften der billungischen Herzöge Ordulf und Magnus in den Sachsenkriegen gegen  König Heinrich IV. bestimmte er maßgeblich die Politik des Fürstenhauses.

## Herkunft und Familie
Hermann war der jüngere Sohn des Herzoges Bernhard II. und der Eilika. Sein älterer Bruder Ordulf folgte dem Vater mit dessen Tod als Herzog in Sachsen nach. Hermann hatte drei weitere Geschwister Gertrud († 4. August 1089 (oder 1093)), Ida († 31. Juli 1101) und Hadwig/Hedwig († 17. Juli um 1112). Er selbst blieb zumindest ohne eheliche Kinder.

## Auseinandersetzungen mit Erzbischof Adalbert
Mit dem Tod ihres Vaters Bernhard II. 1059 erbten die Brüder die umfangreichen billungischen Güter um Verden, Hamburg und Lüneburg. Fortan bestimmten sie gemeinsam und offenbar einvernehmlich die Politik der Billunger. Diese richtete sich zunächst vorrangig gegen das Expansionsstreben des Hamburg-Bremer Erzbischofs Adalbert, der seine Herrschaft mit einem umfangreichen Burgenbau zu erweitern suchte und insbesondere mit dem Anspruch auf alleinige Ausübung der Gerichtsbarkeit die Interessensspähre der Billunger berührte. Im Bemühen um einen Ausgleich mit den Billungern übertrug Adalbert Hermann ein Lehen, doch es kam zum Streit über dessen Umfang. Schließlich plünderte Hermann Bremen und zerstörte die neu errichteten Burgen des Erzbistums. Auf Betreiben des Erzbischofs verbannte König Heinrich IV. Hermann daraufhin, begnadigte ihn jedoch nach Jahr und Tag. Zur Sühne hatten Graf Hermann und sein Bruder Herzog Ordulf der Bremer Kirche 50 Hufen Land zu übereignen. Damit war der Streit jedoch nur vorübergehend beigelegt. Als Adalbert 1066 die Gunst des Königs und damit dessen Schutz verlor, musste er sich den Frieden mit den Billungern durch Übertragung von 1000 Hufen Land an die Billunger in Person von Ordulfs Sohn Magnus erkaufen.

## Krieg mit Heinrich IV.
Im Sachsenkrieg von 1073 bis 1075 nahm Hermann auf Seiten des oppositionellen sächsischen Adels zunächst eine führende Rolle im Kampf gegen König Heinrich IV. ein. Am 26. Juli 1073 gehörte er zu den Verschwörern von Hötensleben. Ordulf war 1072 verstorben. Sein Sohn Magnus hatte die Herzogswürde in Sachsen nicht antreten können, weil er sich seit 1071 in Gefangenschaft des Königs befand. Der König erklärte, er werde Magnus so lange in Beugehaft behalten, bis dieser auf den angestammten Titel eines Herzoges verzichte und seinen Besitz auf den König übertrage. Obendrein hatte der König die Burg der Billunger auf dem Lüneburger Kalkberg eingenommen und mit einer schwäbischen Mannschaft unter Eberhard VI. von Nellenburg besetzt. Mit dieser dauerhaften Präsenz königlicher Herrschaft im Zentrum des billungischen Machtbereiches führte Heinrich IV. den Billungern seinen Anspruch auf Ausübung von Oberherrschaft auch in diesem Teil Sachsens vor Augen, was von den Billungern als Einmischung und Provokation empfunden werden musste.
In dieser schwierigen Lage hatte sich Hermann als Oberhaupt der billungischen Familie zunächst mehrfach vergeblich bei Heinrich IV. um eine Freilassung seines Neffen verwendet. Schließlich eroberte er die Burg im Handstreich und nahm 70 Schwaben gefangen, um diese gegen Magnus auszutauschen. In einer Botschaft an Heinrich IV. drohte Hermann dem König mit einer Hinrichtung der Gefangenen, falls der König Magnus nicht endlich freilassen sollte. Diese Drohung galt den Zeitgenossen als unerhört und etwas noch nie dagewesenes. Hermann sah sich hingegen zu dieser drastischen Ankündigung durch die unannehmbaren Bedingungen des Königs für Magnus Freilassung herausgefordert, die ebenfalls einen Bruch mit allen überkommenen Regeln darstellten. Schließlich bewegten die königsnahen Fürsten Heinrich IV. zum Einlenken und der inhaftierte Herzog Magnus wurde am 15. August 1073 gegen die gefangenen 70 Schwaben ausgetauscht.
Zwei Jahre nach Magnus Rückkehr geriet Hermann im Oktober 1075 erstmals selbst in königliche Gefangenschaft, mit ihm erneut Magnus. Nach der verlorenen Schlacht bei Homburg an der Unstrut hatten sie sich dem König vor dem ganzen Heer barfüßig unterwerfen müssen und wurden anschließend an verschiedenen Orten festgesetzt. Hermann gelang 1076 die Flucht. Bis zur Freilassung Magnus’ stand er dem Haus der Billunger erneut als Oberhaupt vor. Im Jahre 1078 geriet Hermann nach der Schlacht bei Mellrichstadt ein zweites Mal in die Gefangenschaft Heinrichs IV., der ihn dann aber im Jahre 1080 entließ, nachdem Hermann wahrscheinlich als Unterhändler bei den Friedensverhandlungen mit den Sachsen vermittelt hatte.
In der Folge beteiligten sich die Billunger nicht mehr am Aufstand des sächsischen Adels gegen den König.
Hermann starb vermutlich als Mönch im Michaeliskloster in Lüneburg. Im Nekrolog der Kirche St. Michael in Lüneburg sowie dem des Klosters Möllenbeck finden sich für den 31. Mai entsprechende Einträge zu seinem Gedenken.